# Cardiovascular and Interventional Radiological Society of Europe
Die Cardiovascular and Interventional Radiological Society of Europe (CIRSE), dt. Europäische Gesellschaft für kardiovaskuläre und interventionelle Radiologie, ist eine internationale medizinische Fachgesellschaft für Radiologen mit interventionellem Schwerpunkt oder einer Subspezialisierung auf kardiovaskuläre Radiologie (Untersuchungen und Eingriffe am Herz und den Arterien). Sie hat ca. 7.000 Mitglieder, vor allem die Mitglieder von 37 nationalen Fachgesellschaften, die als Gruppenmitglieder beigetreten sind, darunter alle europäischen, z. B. die deutsche DeGIR, die österreichische ÖGIR, und die schweizerische SSVIR. 80 % der Mitglieder arbeiten in Europa. Vereinssitz ist Wien. Von Einzelmitgliedern werden 250 €/Jahr erhoben. Gegenwärtiger (2017) Präsident ist der Athener Radiologe Elias Brountzos.
Die CIRSE erstellt und veröffentlicht fachspezifische Leitlinien, Positionspapiere, Manuals und ähnliche normierende Dokumente für ihre Mitglieder. Sie betreibt die European School of Interventional Radiology (ESIR) mit einem definierten Curriculum, Fortbildungskursen und einer Online-Datenbank für Kongressvorträge, Abstracts und andere Dokumenten. Vor ihrem Ausschuss European Board of Interventional Radiology können Mitglieder sich freiwillig in Interventioneller Radiologie prüfen und zertifizieren lassen. Jährlich veranstaltet die Gesellschaft in wechselnden europäischen Städten einen großen Kongress (2011 auch in München); CIRSE 2016 in Barcelona hatte 6.700 Teilnehmer. Außer den allgemeinen Jahrestagungen wird das IDEAS (Interdisciplinary Endovascular Aortic Symposium) veranstaltet, die ECIO (European Conference on Interventional Oncology), die ICCIR (International Conference on Complications in Interventional Radiology) und GEST Europe (Global Embolization Symposium and Technologies).
Die 1978 gegründete Fachzeitschrift CardioVascular and Interventional Radiology dient CIRSE als offizielles Organ.